# John Derek
Derek Delevan Harris (Hollywood, 12 de agosto de 1926-Santa María, California, 22 de mayo de 1998), conocido por su nombre artístico como John Derek, fue un actor y director de cine estadounidense.

## Biografía
Era hijo de la actriz Dolores Johnson y del actor y director Lawson Harris (1897-1948).
Dotado de una apostura de galán, Hollywood se empeñó en que debía ser una estrella y lo propulsó con papeles en películas de prestigio, como Los diez mandamientos, de Cecil B. De Mille, y Éxodo, de Otto Preminger. Él por su parte moldeó física y artísticamente a sus esposas, rubias y explosivas, y les dio papeles protagonistas en varias películas suyas, por lo general con pobres resultados.
Cuando murió estaba casado con Bo Derek, y había tenido matrimonios anteriormente con Patti Behrs (madre de sus dos hijos), Ursula Andress y Linda Evans.
Entre sus películas como director, mayormente comedias de contenido erótico, se pueden citar varias pensadas para el lucimiento de su esposa Bo como protagonista: Tarzán el hombre mono (1981), con Miles O'Keeffe, Los fantasmas no pueden hacerlo (1990), con Anthony Quinn, Don Murray y Julie Newmar, y especialmente Bolero (1984), con George Kennedy, la española Ana Obregón y el galán italiano Andrea Occhipinti encarnando a un torero. En la semana de su estreno, esta película alcanzó el tercer puesto de recaudación en Estados Unidos.
El actor y director John Derek falleció a los 71 años el 22 de mayo de 1998 de un ataque cardiaco en el Marian Medical Center de Santa María (California), a unos 200 km al noroeste de Los Ángeles. Sus restos mortales fueron incinerados.

## Filmografía parcial

### Actor

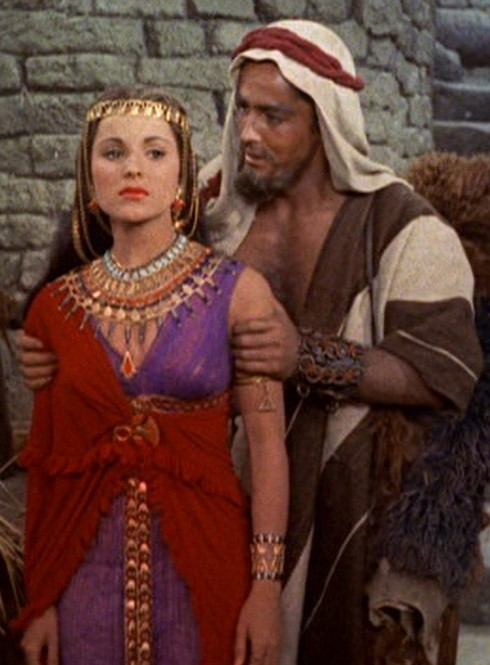
Con Debra Paget en Los diez mandamientos.

- Éxodo, dirigida por Otto Preminger (1960).
- Los diez mandamientos, dirigida Cecil B. DeMille (1956).
- Busca tu refugio, dirigida por Nicholas Ray (1955).
- Amazonas negras, dirigida por Don Weis (1954).
- El Marginado, dirigida por William Witney (1954).
- Emboscada en Tomahawk Gap, dirigida por Fred F Sears (1953).
- El príncipe de los piratas, dirigida por Sidney Salkow (1953).
- El político, dirigida por Robert Rossen (1949).
- Llamad a cualquier puerta, dirigida por Nicholas Ray (1949).
- Doble vida, dirigida por George Cukor (1947).
- Desde que te fuiste, dirigida por John Cromwell (1944).

### Director
- Los fantasmas no pueden hacerlo (1989)
- Bolero (1984)
- Tarzán, el hombre mono (1981)
- Las confesiones de Tom Harris (1972)